# シン・サンウ (アイスホッケー)
シン・サンウ（1987年12月12日 - ）は、韓国のソウル特別市出身の元プロアイスホッケー選手。現役時代のポジションはフォワード。

## 経歴
光成高等学校から高麗大学へ進学。
2009-2010シーズンからアジアリーグアイスホッケーの安養ハルラでプレー。
2013-2014シーズンから兵役のためサンムに所属。
2014-2015シーズンに除隊。
2015-2016シーズンから安養に復帰。
2023-2024シーズン限りで現役を引退することを表明。プレーオフではチームが2シーズン連続となる8度目の優勝を果たし、シンがプレーオフ最優秀選手賞を受賞した。

## 詳細情報

### 表彰歴
- プレーオフ最優秀選手賞：1回（2023-2024シーズン）